# واندا گرتز
واندا گرتز (زاده ۱۳ آوریل ۱۸۹۶ – درگذشته ۱۰ نوامبر ۱۹۵۸) سرگرد پیاده‌نظام نیروی زمینی لهستان بود.
وی در طول جنگ جهانی اول در لژیون لهستان با لباس مردانه با نام مستعار کازیمیرز زوچوویچ کار نظامی خود را آغاز کرد. او متعاقباً به لژیون داوطلبانه زنان نیروهای مسلح لهستان در طول جنگ لهستان و شوروی پیوست. در دوره بین دو جنگ او افسر ذخیره شد و با اعمال تبعیض مواجه و از درجه افسری خلع گردید اگرچه از نزدیک با مارشال یوزف پیلسودسکی کار کرد و به عنوان یک فعال در زمینه زنان در ارتش باقی ماند.
با شروع جنگ جهانی دوم، تجربیات و مهارت‌های او در عملیات‌های ویژه در نهایت توسط مردان نظامی به رسمیت شناخته شد و پس از پیوستن به نیروهای مقاومت در سال ۱۹۳۹ با نام رمز لنا، افسر و فرمانده یک گردان متشکل از زنان در ارتش داخلی شد. او بالاترین نشان‌های افتخار نظامی لهستان را دریافت کرده‌است، که بعد از وی تقریباً تکرار نشده‌است.

## پیشینه
نام وی در زمان تولد واندا گرتز فون شلیس بود. او در در ورشو از خانواده فلورنتینا و یان گرتز فون شلیس به دنیا آمد. خانواده او در اصل اهل زاکسن آلمان بودند، اما در طول قرن هجدهم در سرزمین مشترک‌المنافع لهستان–لیتوانی ساکن شده بودند، در زمانی‌که که دودمان ویتین تاج و تخت لهستان را اشغال کرده بود. پدر گرتز در قیام ژانویه ۱۸۶۳–۱۸۶۴ جنگید و گرتز با شنیدن داستان‌های پدرش و همرزمانش بزرگ شد. سال‌ها بعد او نوشت:
من به عنوان یک دختر پنج ساله هیچ عروسکی نداشتم، جز تعداد زیادی عروسک سرباز که با برادر بزرگم و دوستان او با آن‌ها بازی می‌کردیم. حتی آن موقع هم می‌دانستم که درجه نظامی بالا برای دختران نیست. بزرگ‌ترین آرزوی من افسر شدن بود. با این حال، به عنوان یک دختر، من فقط می‌توانستم این آرزوی شخصی را نزد خود داشته باشم.
در سال ۱۹۱۳، گرتز، مدرسه جیمنیزیوم را در ورشو تکمیل کرد. سپس در اتاق بازرگانی ورشو در زمینه حسابداری آموزش دید و در حالی که هنوز در مدرسه بود به گروه سربازان موسوم به امیلیا پلاترپیوست. پس از شروع جنگ جهانی اول در سال ۱۹۱۴، او به سازمان پیشاهنگی لهستان ملحق شد. گرتز اعلامیه‌های سیاسی پخش می‌کرد و برای اسیران جنگ لباس می‌ساخت. او سپس به خدمت گردان چهارم ورشو درآمد، اما در اوت ۱۹۱۵ این گردان به تیپ ۱ لژیون لهستان محلق شد و در پی آن زنان از خدمت در خط مقدم منع شدند.

## جنگ جهانی اول
گرتز که موهایش را کوتاه کرده و لباس مردانه پوشیده بود، خود را به عنوان کازیمیرز زوچوویچ به لژیون لهستان معرفی کرد. تا معاینه پزشکی همه چیز خوب پیش رفت. با این حال، یک پزشک دلسوز قول داد که هویت جنسی او را افشا نکند پس از چند هفته، وی در یک واحد توپخانه مشغول شد و به مدت شش ماه در آنجا خدمت کرد و در جریان یورش بروسیلوف شاهد عملیات بود. از آنجایی که او یک اسب سوار بود، توانست در یک دسته پرچمدار و امربر خدمت کند. پس از بازگشت به ورشو در سال ۱۹۱۷ گرتز به شاخه زنان سازمان نظامی مخفی لهستان پیوست.
در ۸ دسامبر ۱۹۱۷ در جریان تظاهرات در میدان نجات در ورشو، گرتز دستگیر و به شش ماه زندان محکوم شد، اما پس از پرداخت وثیقه، پس از چند هفته آزاد شد. پس از آزادی در نوامبر ۱۹۱۸ در خلع سلاح نیروهای آلمانی شرکت داشت. در دسامبر ۱۹۱۸ لهستان سرانجام استقلال خود را به دست آورد و گرتز به شبه نظامیان خلق پیوست و در ماه مارس به بخش تسلیحات ملحق شد.

## جنگ لهستان و شوروی
در آوریل ۱۹۱۹، بلافاصله پس از شروع جنگ لهستان و شوروی، گرتز در ارتش لهستان نام‌نویسی کرد و به لشکر ۱ لیتوانی-بلاروس ملحق شد. در سپتامبر ۱۹۱۹، او به عنوان فرمانده دومین لژیون داوطلبان زنان در ویلنیوس منصوب شد. در این یگان در لیتوانی، لژیون‌های زنان نقش کمکی ایفا کرده و معمولاً فقط به وظایف نگهبانی می‌پرداختند، اما در طول نبرد در ویلنیوس، لژیون دوم زنان شاهد اقداماتی در جبهه بود که به مقابله با حملات سپاه سواره نظام هایک بژیشکیان کمک کرد. وی در سال ۱۹۲۰ به درجه ستوانی ارتقاء یافت و متعاقباً به او مدال نشان خدمات نظامی شایسته اعطا شد.
در پایان جنگ در سال ۱۹۲۱، گرتز از ارتش خارج و به نیروهای ذخیره منتقل شد. در سال ۱۹۲۲ درجه نظامی او به این دلیل که هیچ مبنای قانونی برای یک زن در نیروهای مسلح لهستان برای داشتن درجه افسری وجود ندارد، از وی گرفته شد. پس از کودتای مه ۱۹۲۶، وی در دفتر یوزف پیلسودسکی که در آن زمان بازرس کل نیروهای مسلح بود، دبیر کابینه شد. در سال ۱۹۲۸، گرتز یکی از ۱۳ عضو (آموزش نظامی زنان) بود. پس از مرگ پیلسودسکی در سال ۱۹۳۵، او موزه بلودر را تأسیس کرد، جایی که تا سپتامبر ۱۹۳۹ در سمت مدیریت باقی ماند. اوقات فراغت او به سایر فعالیت‌های نظامی اختصاص داشت. در سال ۱۹۳۸ او خزانه‌دار فدراسیون انجمن‌های لهستانی مدافعان میهن شد.

## جنگ جهانی دوم

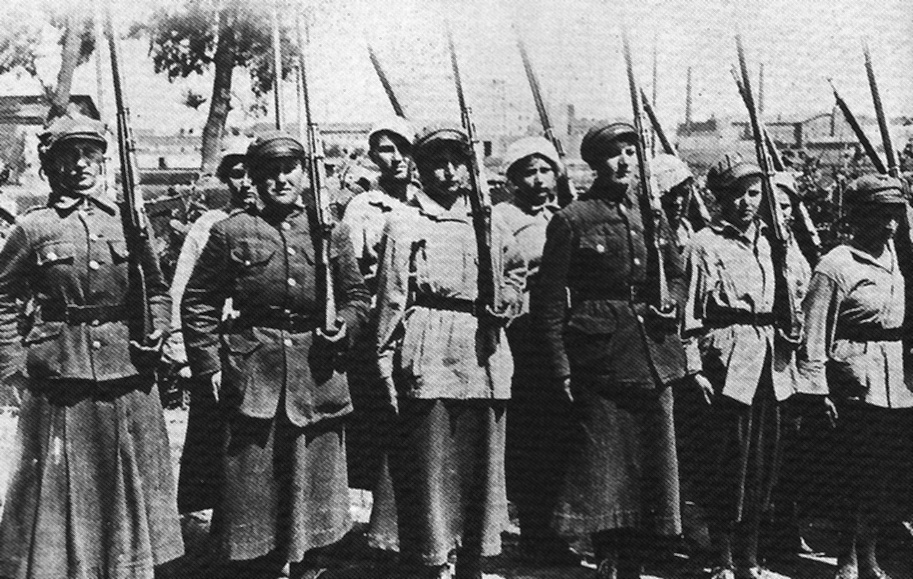
زنان - سربازان داوطلب در ارتش لهستان ۱۹۲۰ (جنگ لهستان و شوروی)

بلافاصله پس از شروع جنگ جهانی دوم در سپتامبر ۱۹۳۹، گرتز یکی از اولین زنانی بود که نام رمز لنا به جنبش مقاومت، سرویس پیروزی لهستان پیوست. او ارتباطات مخفیانه را سازماندهی می‌کرد و دستیار فرمانده لشکر استانیسلاو کوزارسکی بود. در آوریل ۱۹۴۲ به گرتز دستور داده شد تا یک واحد جدید ایجاد و فرماندهی کند. اعضای آن حملاتی را به پرسنل نظامی آلمانی، فرودگاه‌ها، قطارها و پل‌ها انجام دادند. گرتزدر پیروزی قیام ورشو تردید داشت و اعضای گروه خود را از شرکت در آن منع کرد. او در سپتامبر ۱۹۴۴ به درجه سرگردی ارتقا یافت.
گرتز که پس از قیام، هنوز به عنوان سرگرد کازیک شناخته می‌شد سرانجام به همراه ۲۰۰۰ مبارز زن دیگر تحت امر خود توسط نیروهای آلمان نازی اسیر شد. و سرانجام در ۱۳ مه ۱۹۴۵ توسط نیروهای لشکر ۸۹ پیاده‌نظام ایالات متحده آزاد شدند.

## پس از جنگ

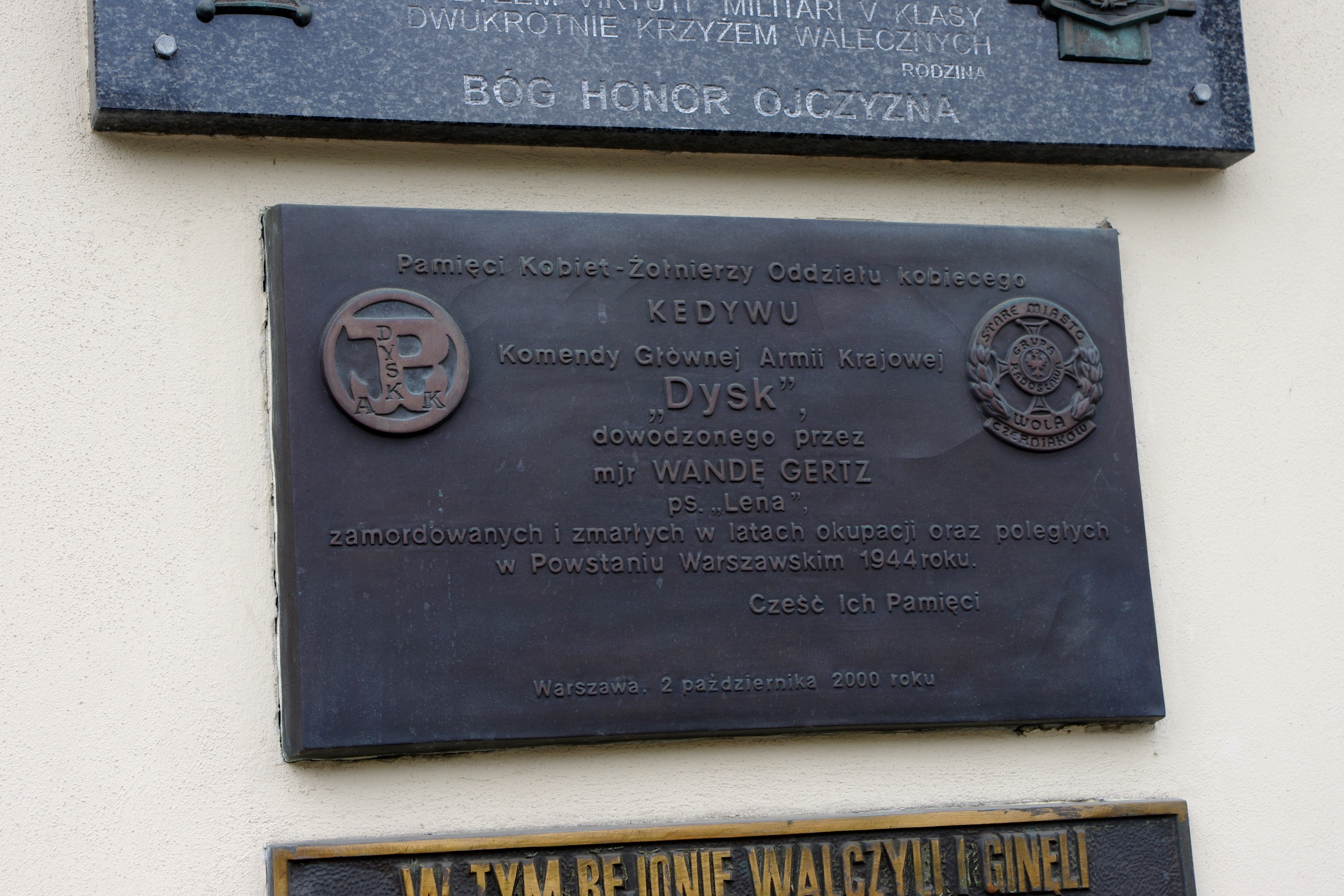
لوح یادبود واندا گرتز در کلیسای جان باپتیست، ورشو.

گرتز به عنوان بخشی از نیروهای متحد لهستانی در آلمان تحت فرماندهی بریتانیا، و پس از تسلیم آلمان به اروپا بازگشت تا به عنوان بازرس ارتش خدمت کند. او در جستجوی زنان آواره لهستانی به سراسر آلمان و ایتالیا سفر کرد. از می ۱۹۴۶ تا فوریه ۱۹۴۹ او جزو فرماندهان سپاه اسکان مجدد لهستان بود و به عنوان بازرس سربازان زن در شمال انگلستان خدمت کرد. وظیفه او این بود که آنها را برای زندگی غیرنظامی در بریتانیا آماده کند. وی در اثر سرطان در ۱۰ نوامبر ۱۹۵۸ درگذشت. در مراسم تشییع جنازه او بسیاری از کهنه سربازان از جمله الکساندرا پیلسودسکا، و ژنرال‌ها میخال کاراسزوویچ-توکارزوسکی و تادئوس کوموروسکی شرکت کردند. در سال ۱۹۶۰ خاکستر او به لهستان برده شد و در گورستان نظامی پووزکی در ورشو به خاک سپرده شد.